# Kirsten Vlieghuis
Kirsten Vlieghuis (* 17. Mai 1976 in Hengelo) ist eine ehemalige niederländische Schwimmerin. Sie gewann 1996 zwei olympische Bronzemedaillen, war Weltmeisterschaftsdritte 1998 und erkämpfte zwei Silbermedaillen und eine Bronzemedaille bei Europameisterschaften.

## Sportliche Karriere
Die internationale Karriere von Kirsten Vlieghuis begann bei den Schwimmeuropameisterschaften 1993 in Sheffield, als sie den 7. Platz über 400 Meter Freistil und den achten Platz über 800 Meter Freistil belegte. Im Jahr darauf belegte sie bei den Schwimmweltmeisterschaften 1994 in Rom den 23. Platz über 400 Meter Freistil und den 17. Platz über 800 Meter Freistil. 1995 bei den Schwimmeuropameisterschaften 1995 in Wien trat Vlieghuis in vier Disziplinen an. Sie wurde Fünfte über 200 Meter Freistil, Siebte über 400 Meter Freistil und Vierte über 800 Meter Freistil. Die 4-mal-200-Meter-Freistilstaffel mit Patricia Stokkers, Minouche Smit, Carla Geurts und Kirsten Vlieghuis erschwamm die Silbermedaille hinter der deutschen Staffel. Bei den Olympischen Spielen 1996 in Atlanta fand zunächst der Wettbewerb über 400 Meter Freistil statt. Im Vorlauf schwamm die Irin Michelle Smith die schnellste Zeit vor der Deutschen Kerstin Kielgaß und Kirsten Vlieghuis. Im Finale siegte Smith vor der zweiten Deutschen Dagmar Hase, eine halbe Sekunde hinter Hase schlug Vlieghuis als Dritte an. Über 800 Meter Freistil erreichte Vlieghuis als Siebte der Vorläufe das Finale. Im Finale gewann Brooke Bennett aus den Vereinigten Staaten vor Dagmar Hase. Kirsten Vlieghuis gewann die Bronzemedaille mit 0,22 Sekunden Vorsprung vor Kerstin Kielgaß, die wie über 400 Meter den vierten Platz belegte. Anderthalb Stunden später fand das Finale mit der 4-mal-200-Meter-Freistilstaffel statt. Geurts, Stokkers, Smit und Vlieghuis erreichten den sechsten Platz, im Vorlauf war Karin Brienesse für Vlieghuis angetreten.
1997 bei den Europameisterschaften in Sevilla belegte Vlieghuis den fünften Platz über 400 Meter Freistil. Im Jahr darauf bei den Schwimmweltmeisterschaften 1998 in Perth erreichte Vlieghuis den vierten Platz über 400 Meter Freistil mit 0,36 Sekunden Rückstand auf die Drittplatzierte Dagmar Hase. Über 800 Meter Freistil gewannen mit Brooke Bennett und Diana Munz zwei Schwimmerinnen aus den Vereinigten Staaten, mehr als zwei Sekunden hinter Munz sicherte sich Kirsten Vlieghuis die Bronzemedaille. Die niederländische 4-mal-200-Meter-Freistilstaffel belegte den achten Platz. Im April 1999 erreichte Vlieghuis sowohl über 400 Meter Freistil als auch über 800 Meter Freistil den vierten Platz bei den Kurzbahnweltmeisterschaften 1999 in Hongkong. Vier Monate später fanden in Istanbul die Schwimmeuropameisterschaften 1999 statt. Vlieghuis belegte den vierten Platz mit der 4-mal-100-Meter-Freistilstaffel und über 400 Meter Freistil. Über 800 Meter Freistil gewann sie die Silbermedaille hinter der Deutschen Hannah Stockbauer. 2000 fanden in Helsinki bereits die nächsten Europameisterschaften statt. Vlieghuis schwamm in vier Disziplinen im Finale. Sie wurde Achte über 200 Meter Freistil und Vierte über 400 Meter Freistil sowie Siebte mit der 4-mal-200-Meter-Freistilstaffel. Über 800 Meter Freistil gewann sie die Bronzemedaille hinter den beiden Schweizerinnen Flavia Rigamonti und Chantal Strasser. Zum Abschluss ihrer Karriere erreichte Kirsten Vlieghuis bei den Olympischen Spielen 2000 in Sydney jeweils den zehnten Platz über 400 Meter und über 800 Meter Freistil.
Die 1,73 m große Kirsten Vlieghuis schwamm für die Philips Sport Vereniging aus Eindhoven und gewann auf den langen Freistilstrecken mehrere niederländische Meistertitel.